# Sterictiphorinae
Sterictiphorinae – podrodzina błonkówek z rodziny obnażaczowatych.

## Zasięg występowania
Przedstawiciele tej podrodziny występują na całym świecie z wyjątkiem krainy australijskiej; najliczniejsze są w krainie neotropikalnej.

## Systematyka
Do Sterictiphorinae zalicza się 347 gatunków zgrupowanych w 26 rodzajach:

- Acrogymnia
- Acrogymnidia
- Adurgoa
- Aproceros
- Aprosthema
- Brachyphatnus
- Didymia
- Duckeana
- Durgoa
- Manaos
- Neoptilia
- Ortasiceros
- Pseudaprosthema
- Ptenos
- Ptilia
- Schizocerella
- Sphacophilus
- Sterictiphora
- Styphelarge
- Tanymeles
- Trailia
- Trichorhachus
- Triptenus
- Trochophora
- Yasumatsua
- Zynzus